# Астакос
Астакос (на гръцки: Αστακός) е градче в Република Гърция, център на дем Ксиромеро, област Западна Гърция. Астакос има население от 2538 души. До 2011 година селото е център на дем Астакос в ном Етолоакарнания.

## Личности
Родени в Астакос
- Лео Леандрос (р. 1926), гръцки композитор
- Панделис Карасевдас (1876 – 1946), гръцки спортист, олимпийски шампион, политик и революционер